# Massacre de Sook Ching
Le massacre de Sook Ching ou simplement Sook Ching (en chinois simplifié 肃清, en chinois mandarin 肅清, en pinyin Sùqīng, ce qui signifie « purger par le nettoyage ») est une extermination systématique par l'armée impériale japonaise de personnes perçues comme des éléments hostiles parmi la population chinoise de Singapour durant l'occupation de la colonie britannique lors de la Seconde Guerre mondiale. Singapour s'était rendue le 15 février 1942, l'opération Sook Ching, qui était supervisée par la Kempeitai, se déroula du 18 février au 4 mars 1942 et fut ensuite étendue aux Chinois de la Malaisie britannique, également occupée par les Japonais. 
Le Sook Ching est appelé par les Japonais Kakyōshukusei (en japonais 華僑粛清), « purge de Chinois ») ou aussi  Shingapōru Daikenshō (en japonais シンガポール大検証, littéralement la « grande inspection de Singapour. »
Les chiffres sur le nombre de victimes varient : les statistiques officielles japonaises font état de moins de 5 000 morts alors que la communauté chinoise de Singapour parle d'environ 100 000 victimes. Lee Kuan Yew, premier ministre de Singapour dans un documentaire sur Discovery Channel estimait le nombre de morts « entre 50 et 100 000 jeunes hommes. ». Le concensus actuel se situe entre 40 000 et 50 000 victimes.